# 横田忠义
横田忠义（1947年9月26日—2023年5月9日）是一名日本前排球运动员。他在1968年夏季奥林匹克运动会中，参加了男子排球比赛并获得银牌。他也参加了1966年、1970年和1974年三届亚洲运动会。